# Castillo de Alter do Chão
El castillo de Alter do Chão, en el Alentejo, está situado en la parroquia de Alter do Chão, en el pueblo y municipio del mismo nombre, distrito de Portalegre, en Portugal.
En el centro histórico del pueblo, este castillo es representativo de la arquitectura  medieval del siglo XIII, cuando cooperó con el vecino Castillo de Alter Pedroso en la defensa de esta región.

## Historia

### Antecedentes
La ocupación humana del sitio se remonta a la época prerromana. Cuando se desarrolló la invasión romana de la península ibérica, el asentamiento fue atravesado por una de las tres  calzadas romanas que conectaban Olissipo. (Lisboa) a Emérita Augusta (Mérida), y rebautizado como Abeltério. Más tarde fue destruida por las legiones del emperador romano, un evento que pudo haber determinado la construcción de una fortificación romana. Más tarde conquistados por los Vándalos que dañaron sus defensas, fueron reconstruidos en la época de la invasión musulmana, posiblemente bajo el gobierno de Abderramán III, como lo atestiguan cinco filas de sillares cuyos aparatos son característicos del período califal.

## El castillo medieval

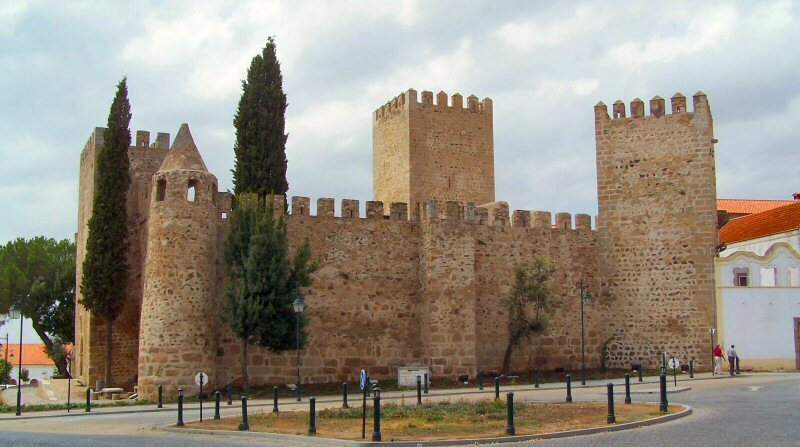
Castillo de Alter do Chão, Portugal.

En el contexto de la Reconquista Cristianismo de la península ibérica, esta región fue ocupada por las fuerzas de Portugal desde la segunda década del siglo XIII: Afonso II de Portugal, ordenó su repoblación en 1216. Bajo el reinado de Sancho II de Portugal, el castillo ya era mencionado en la Carta de Población dada a Alter do Chão por el Obispo de la Guardia, el Maestro Vicente Hispano. (1232). Con el objetivo de aumentar su asentamiento, el rey Alfonso III de Portugal concedió el asentamiento (1249), determinando reconstruir su castillo.
Dinis visitó este pueblo en varias ocasiones, concediéndole un nuevo estatuto el 26 de agosto de 1292, se retiró al año siguiente, concediéndole entre los privilegios, en particular, que nunca tendría otro señor que no fuera el propio soberano. Sin embargo, no hay información de que se haya ocupado de la fortificación de la ciudad.
La actual conformación del castillo se remonta al reinado de Pedro de Portugal, que determinó su reconstrucción el 22 de septiembre de 1357, según la placa epigráfica de mármol de la puerta principal. El soberano remodeló la carta de la ciudad en 1359. hizo una donación de los dominios del pueblo a Nuno Álvares Pereira, quien a su vez los donó a Gonçalo Eanes de Abreu.
Bajo el reinado de Juan I de Portugal, este monarca confirmó los dominios de la villa y su castillo al condestable Nuno Álvares Pereira (1428). Lo legó, por muerte, a su hija, que lo transfirió, por matrimonio con el  Duque de Braganza, a los dominios de esta Casa. En esta época de sucesión, hubo una campaña de obras en el castillo durante 1432.
En la época del reinado de  Juan II, el entonces Duque de Braganza, usó este castillo como prisión, argumento que se usaría en su contra cuando se le acusara de rebelión y conspiración contra el soberano y que le condenó a muerte (1483).  Manuel I concedió el Nuevo Foral al pueblo el 1 de junio de 1512, datando de este periodo la construcción de la puerta  adintelada de la alcaldía.

### Desde la Guerra de Restauración hasta nuestros días
En la época de la Guerra de Restauración, se erigió una barbeta en el muro noreste, sobre la cual se reconstruyeron las almenas. En este período se ha documentado la existencia de una valla urbana. La ciudad y su castillo fueron conquistados y ocupados por las tropas españolas bajo el mando de Juan de Austria en 1662. El castillo fue adquirido en algún momento entre 1830 y 1840 por José Barreto Castelino Cota Falcão, que lo vendió en 1892 a José Barahona Caldeira de Castel-Branco Cordovil.
En el siglo XX, fue clasificado como Monumento Nacional por Decreto publicado el 23 de junio de 1910. Durante las conmemoraciones del III Centenario de la Restauración de Portugal, fue objeto de homenaje, como consta en una inscripción epigráfica de 1940. Poco después, volvería a cambiar de propietario, adquirido por la Casa Agrícola de Francisco Manuel Pina & Irmãs (1942), para ser finalmente adquirido por la Fundação da Casa de Bragança, que lo conserva hasta nuestros días.
Después de la consolidación y restauración iniciada en los años 50 por la Dirección General de Edificios y Monumentos Nacionales. (DGEMN), con recursos de la Fundación Casa de Braganza, el castillo está ahora en buenas condiciones, enmarcado por una estrecha franja de jardín.

## Características
El castillo, erigido a 270 metros sobre el nivel del mar, tiene una planta cuadrangular, de estilo gótico inicial. Los paños de pared, de esquisto y granito, están reforzados por seis torres: dos de planta cuadrangular, dos cubos cilíndricos en los vértices, una torre de planta cuadrangular en medio del paño noreste y una de planta cuadrada en la puerta, en medio del paño suroeste. El cubo en el vértice oriental está coronado por un cuerpo cónico. Un adarve corre a lo largo de la cima de los muros, protegido por almenas, apoyándose en cachorros en el lado este. Los  merlones cuadrangulares con coronas alternas de siete puntas que coronan algunas de estas torres fueron rehechas durante las intervenciones promovidas en el decenio de 1940.
La puerta del castillo, en  arco ojival, está coronada por una piedra de arma con una inscripción epigráfica, que reza:

ERAILÉSSIMA: CCC E NOVENTA Y CINCO AÑOS XXII DÍAS DE SEPTIEMBRE EL MUY NOBLE REY DOM PEDRO ORDENÓ A ESTE SU CASTILLO D'ALT DE LA TIERRA

El año de registro corresponde a 1357 del calendario gregoriano. A través de esta puerta se accede a la plaza de armas donde se abren el pozo y la cisterna. En una posición replegada en la Plaza de Armas, se erige la torre del homenaje, con una planta en formato cuadrangular, que se eleva hasta una altura de 44 metros, con el parapeto coronado por almenas  piramidales  truncadas. Internamente, está dividido en dos pisos, con techos abovedados de cuna reforzados por arcos de piedra, iluminados por ventanas de rejilla. Todas las puertas de esta torre tienen arcos rotos.
Contiguo a la Torre de homenaje, se encuentra la fachada de la antigua carpintería y otras dependencias, con sus muros rasgados por varias puertas, ventanas y una escalera de acceso, que demuestran que este castillo tenía la función residencial. En la puerta de la carpintería, con postes de piedra de granito, hay otra inscripción epigráfica, que reza:

ESTE TRABAJO MANDADO PARA HACER QUE FERNÃO RODRIGUES VEEDOR DE DOM FERNANDO NETO DEL REIO Y CONDE D' ARRAIOLOS FUERA DEL MUNDO DE MIL JJJc y X AÑOS.

El año de registro corresponde al 1372 del calendario gregoriano.